# 瓜達洛佩河

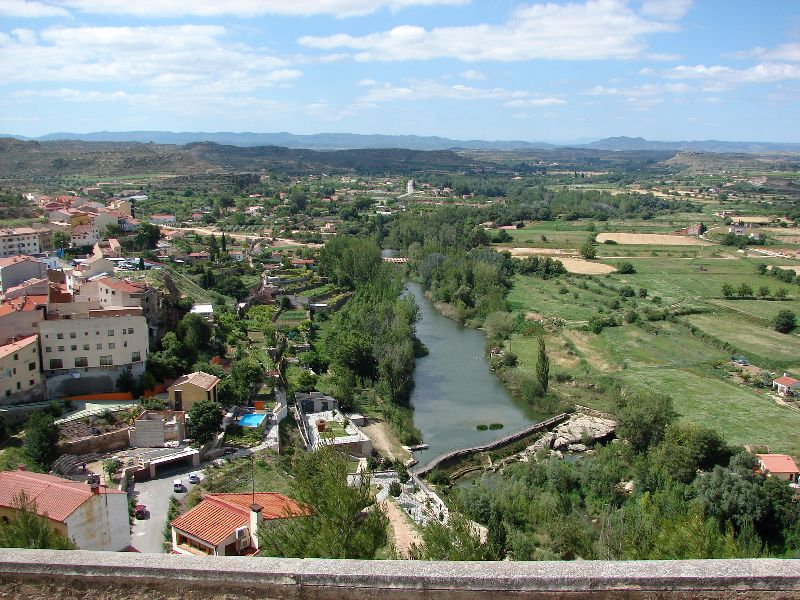
瓜達洛佩河

瓜達洛佩河（西班牙語：Río Guadalope）是西班牙的河流，位於該國東南部阿拉貢自治區，屬於埃布羅河的支流，河道全長160公里，流域面積3,890平方公里，平均流量每秒4.83立方米。

## 外部連結
- Coto deportivo de pesca
- Regadíos （页面存档备份，存于）
- El periódico de Aragón （页面存档备份，存于）
- Hoces del Guadalope （页面存档备份，存于）

41°14′49″N 0°03′29″W / 41.24694°N 0.05806°W